# Предозирање
Предозирање (енг. overdose) је последица конзумирања превелике количине дроге. Обично повезано са узимањем хероина односно код хероинских зависника који узимају дрогу путем шприца, кокаинским зависницима се често догађа предозирање падом толеранције на дрогу, то јест узимањем превише чисте (превише нечисте) дроге.
Предозирањие најчешће доводи до плућних болести тако да оставља и доста трајне и тешке последице на организам човекa.